# 撒里蛮 (孛儿只斤氏)
撒里蛮（?—?），元朝宗王，元宪宗蒙哥汗之孙，玉龙答失之子，蒙古孛儿只斤氏。
元世祖至元八年（1271年），撒里蛮随同皇子北安王那木罕出镇阿力麻里。至元十三年（1276年）或作至元十四年（1277年），撒里蛮暗结宗王昔里吉、脱脱木儿、玉木忽儿等人谋叛，劫持北平王那木罕、丞相安童，遣使向海都通好，请求援助，遭到拒绝。于是侵犯和林，被元军击败。后来诸王内讧，他被脱脱木儿拥立为君主，且和昔里吉互相攻击。脱脱木儿被杀后，他再归附昔里吉，昔里吉把他送到金帐汗国。途中他集合旧部，再攻昔里吉，抓住了玉木忽儿，送他到元朝廷。路中遭遇帖木哥斡赤斤后王袭击，部属溃散，只是身免。至元十九年（1282年），归顺元朝。忽必烈赐给他牧地、部民，继续统兵，不久去世。

## 延伸阅读
[在维基数据编辑]
 《新元史/卷112》，出自柯劭忞《新元史》